# Eclipse solar de 15 de janeiro de 2010

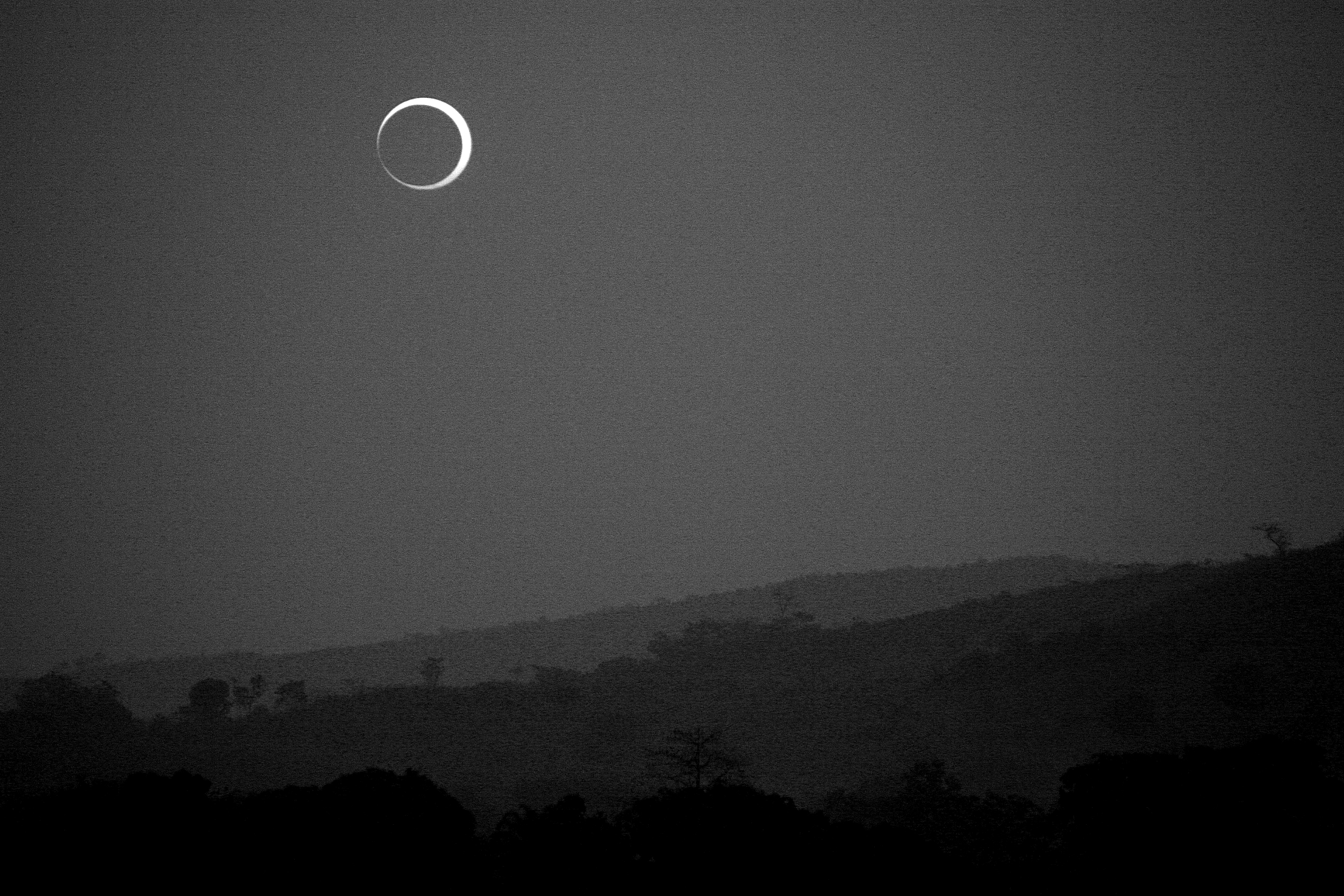
O eclipse solar sendo visto de Bangui, República Centro-Africana, às 5h 19min 14s GMT (6h 19min na hora local).

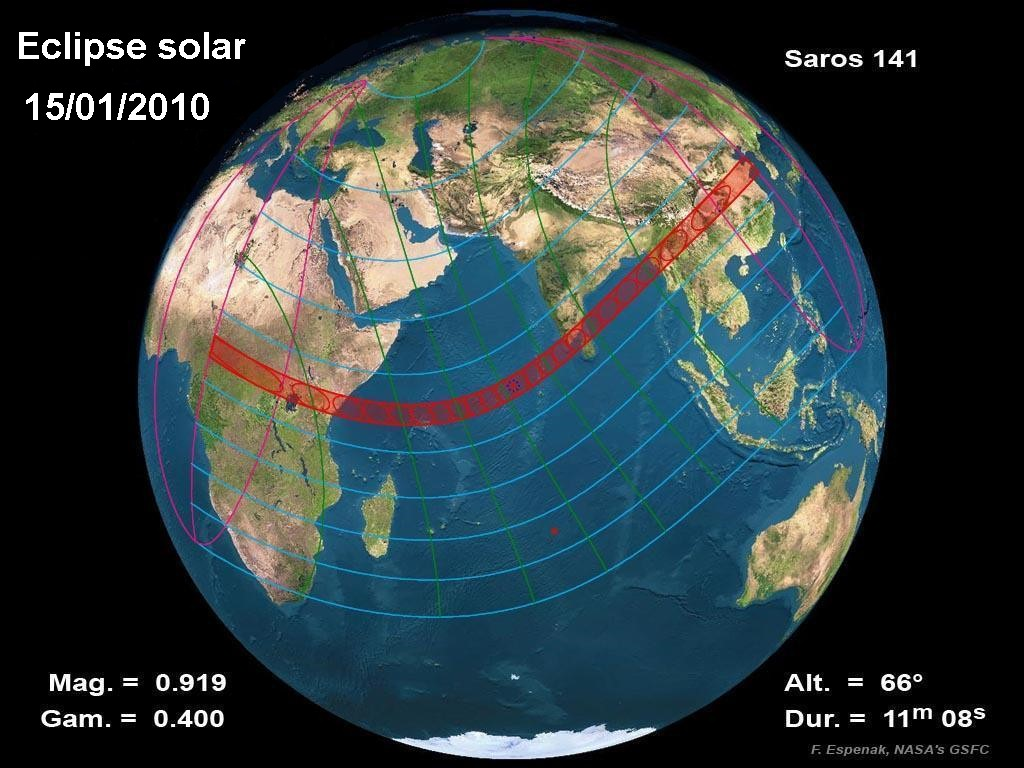
Projeção da trajetória do eclipse solar anular que passou pelo planeta Terra.

O eclipse solar de 15 de janeiro de 2010 foi um eclipse anular do Sol com uma magnitude de 0,9190. Foi o eclipse número 23 da série Saros 141. Um eclipse solar ocorre quando a Lua passa por entre a Terra e o Sol, obscurecendo assim totalmente ou parcialmente a visão do Sol pela Terra. Um eclipse solar anular ocorre quando o diâmetro angular da Lua é menor do que o do Sol, causando a visão de algo similar a uma coroa circular, bloqueando a maioria da luz do Sol. Um eclipse anular aparece como um eclipse parcial sobre uma região de milhares de quilômetros de amplitude.
Foi o eclipse mais longo do milênio, e continuará sendo até 23 de dezembro de 3043, com uma duração máxima de 11 minutos e 7,8 segundos. (O eclipse de 4 de janeiro de 1992, foi mais duradouro, com 11 minutos e 41 segundos, ocorrendo ao meio do Oceano Pacífico.)
O eclipse foi visto apenas como um eclipse parcial em grande parte da África, do Leste Europeu, do Oriente Médio e da Ásia. Ele foi visto como um eclipse anular dentro de uma estreita faixa de 300 km de largura em toda a África Central, Maldivas, o sul de Kerala e Tamil Nadu (Índia), Sri Lanka e partes de Bangladesh, Myanmar e da República Popular da China.

## Visibilidade do eclipse
O eclipse iniciou-se na República Centro-Africana, atravessou Camarões, RD Congo e Uganda, passou por Nairobi, Quênia, entrou no Oceano Índico e atingiu sua maior amplitude no Oceano.
Após isso, entrou nas Maldivas, onde foi o maior eclipse em terra com 10,8 minutos visíveis. Isto fez que as pequenas ilhas das Maldivas fossem o melhor local para ver este eclipse da terra. O eclipse anular em Malé, a capital das Maldivas, iniciou às 12h 20min 20s e terminou às 12h 30min 6s, na hora local das Maldivas (UTC+5). Esta foi a maior duração de um eclipse com um aeroporto internacional na faixa.
Às 13h 20min IST, o eclipse anular solar entrou na Índia em Thiruvananthapuram, Kerala e saiu da Índia em Rameswaram, Tamil Nadu.
O eclipse foi visível por 10,4 minutos na Índia. Após Rameswaram, ele entrou no Sri Lanka na Ilha Delft, e saiu do país em Jaffna, atravessando o Golfo de Bengala e reentrou na Índia em Mizoram.
Thiruvananthapuram, que era o ponto de entrada do eclipse na Índia, foi equipado com telescópios e anunciaram-se facilidades para o público ver o eclipse. O Centro Especial Vikram Sarabhai, situado na cidade, analisou os parâmetros atmosféricos-ionosféricos durante o eclipse. Muitos cientistas acamparam na cidade para testemunhar e estudar o eclipse.
Em Rameswaram, o nascer do sol não foi visível devido a uma espessa nuvem em torno do céu. Porém, o céu começou a ficar claro em cerca de 9h na hora local e tornou-se quase totalmente visível o eclipse quando este começou. Porém, o céu ainda tinha uma fina camada de nuvens às 14h 30min, tornando as coisas um pouco difíceis para os pesquisadores do eclipse.
Dhanushkodi, situada na linha central do eclipse, foi um bom lugar para observar o acontecimento. O limite norte da sombra do eclipse na Índia foi Cuddalore, Neyveli, Erode, Kodaikanal e Madurai. Outros locais de visualização privilegiada em Tamil Nadu incluem Thoothukudi e Cape Comorin, a 22 km ao norte da linha central. Dhanushkodi localizava-se a cerca de 2 km a leste da linha central. A diferença de magnitude do eclipse é de cerca de 0,2 entre a linha central e o Templo de Kodandaramar e as ruínas de Dhanushkodi. Dhanushkodi localiza-se a cerca de 5 km do Templo de Kodandaramar.
Após o Sul da Ásia, a anularidade pessou por Myanmar e pela China antes de deixar a Terra.

## Galeria

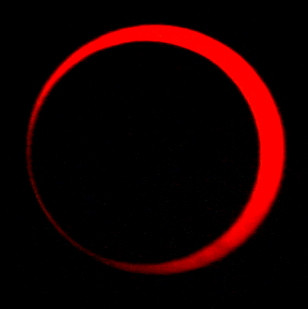
O eclipse visto de Bangui, República Centro-Africana, às 5h 19min 4s GMT (6h 19min na hora local).
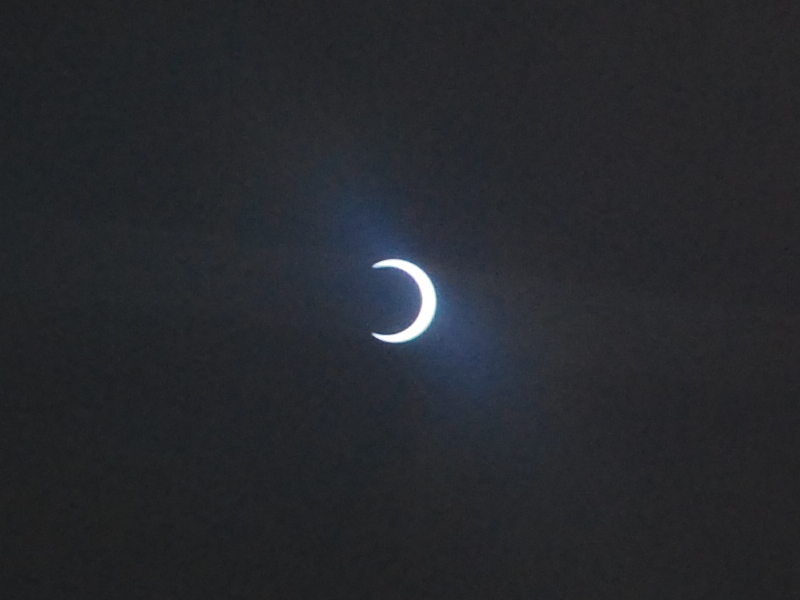
Vista do eclipse de Chennai, Índia.
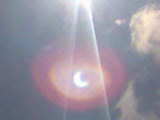
O eclipse visto de Pallipalayam, Índia.
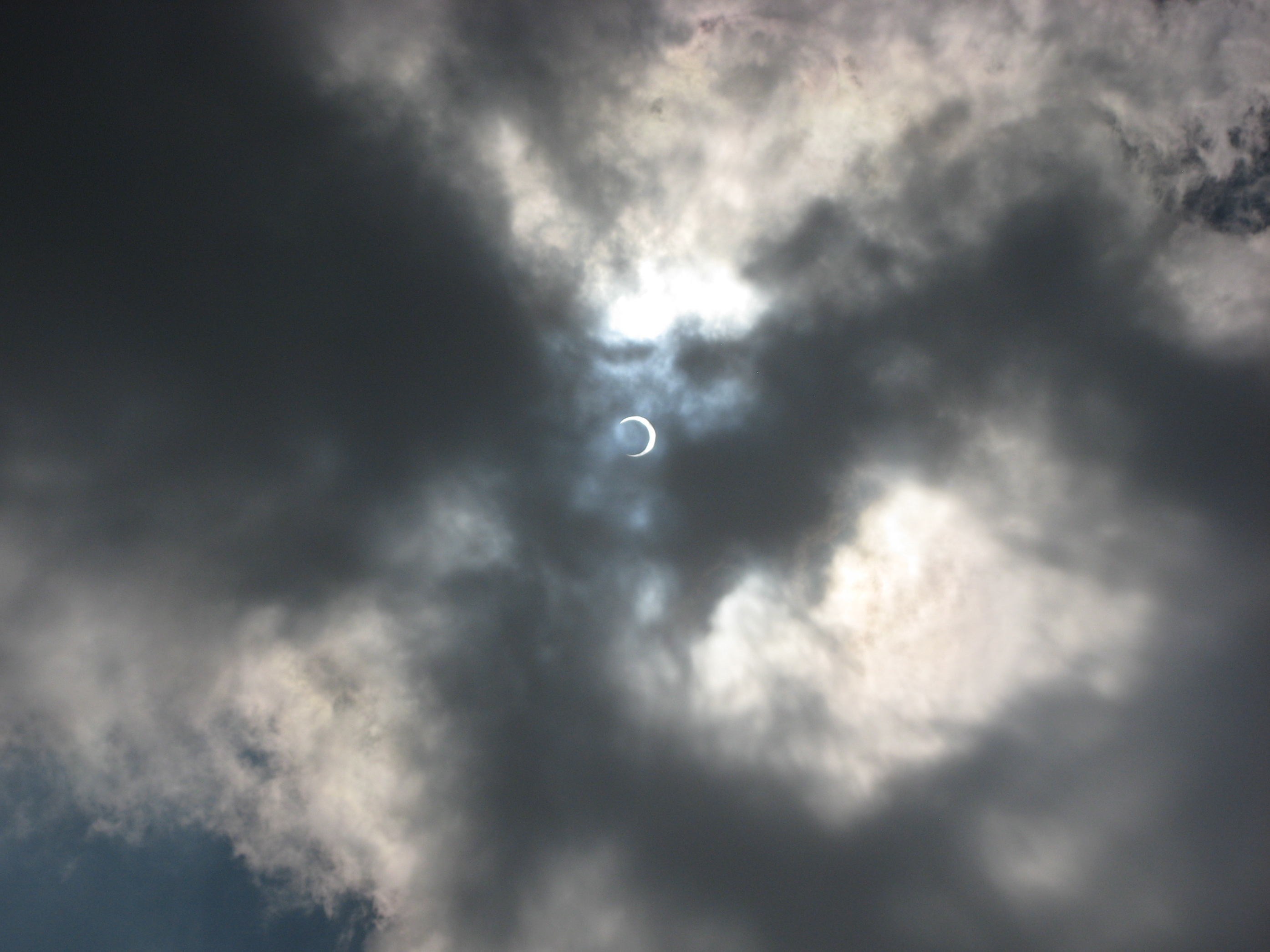
O eclipse visto de Chennai, Índia, às 13h 36min da hora local.
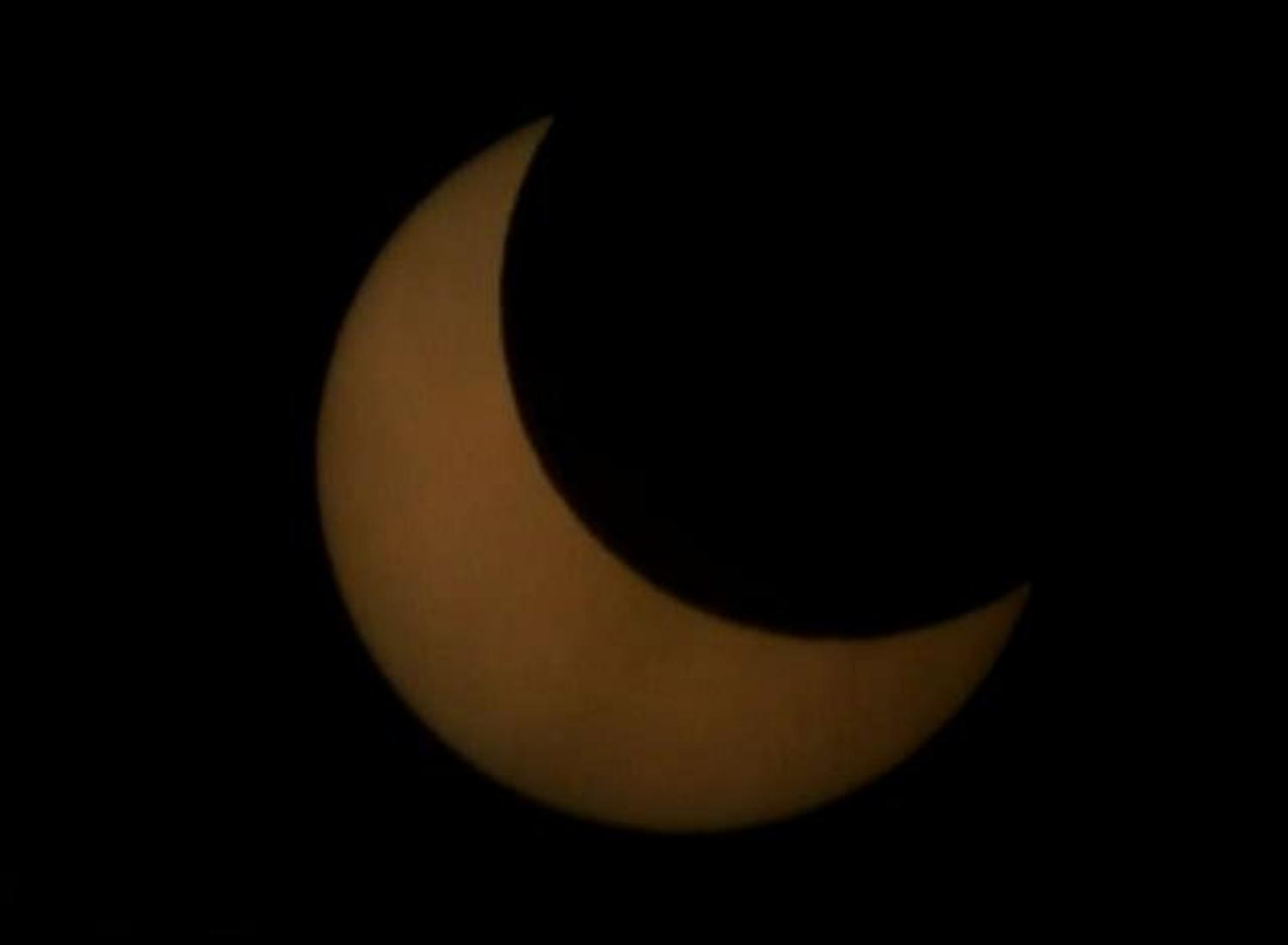
Vista do eclipse pela China.
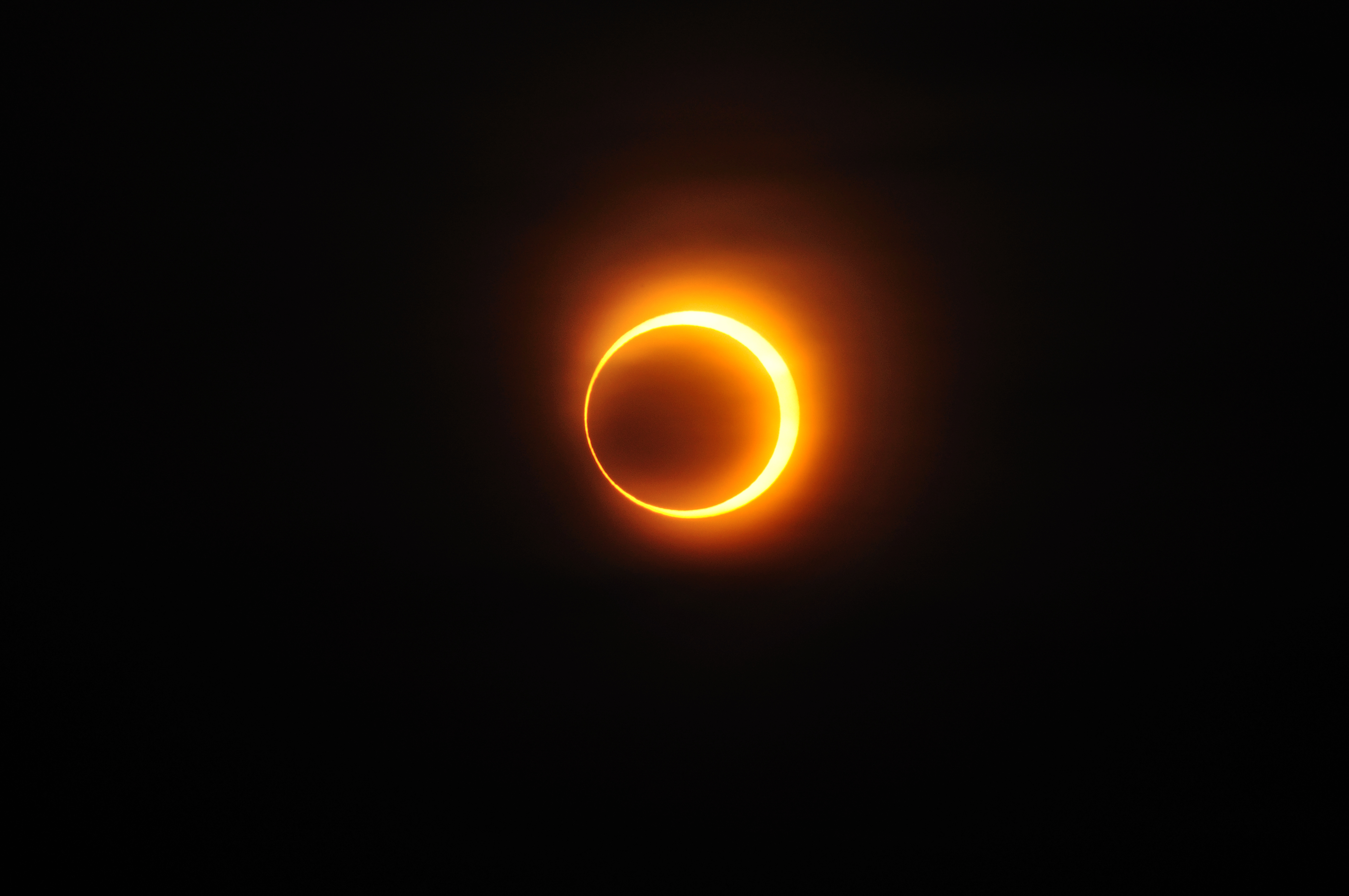
O eclipse visto de Jinan, China.
O eclipse visto de Taichung, Taiwan.O eclipse visto de Taichung, Taiwan.